# Ctenosia infuscata
Ctenosia infuscata är en fjärilsart som beskrevs av Oswald Beltram Lower 1902. Ctenosia infuscata ingår i släktet Ctenosia och familjen björnspinnare. Inga underarter finns listade i Catalogue of Life.